# St. Peter am Hart
St. Peter am Hart est une commune autrichienne du district de Braunau en Haute-Autriche.

## Villages faisant partie de la commune
Aching, Aham, Am Mühlberg, Aselkam, Bergham, Bogenhofen, Dietfurt, Guggenberg, Hagenau, Hart, Heitzenberg, Hundslau, Jahrsdorf, Luisenhöhe, Meinharting, Moos, Mooswiesen, Nöfing, Ofen, Reikersdorf, St. Peter am Hart, Schickenedt, Spraid, Wimm.